# Skoglund & Olson
Skoglund & Olson var ett gjuteri- och mekanisk verkstadsföretag i Gävle.

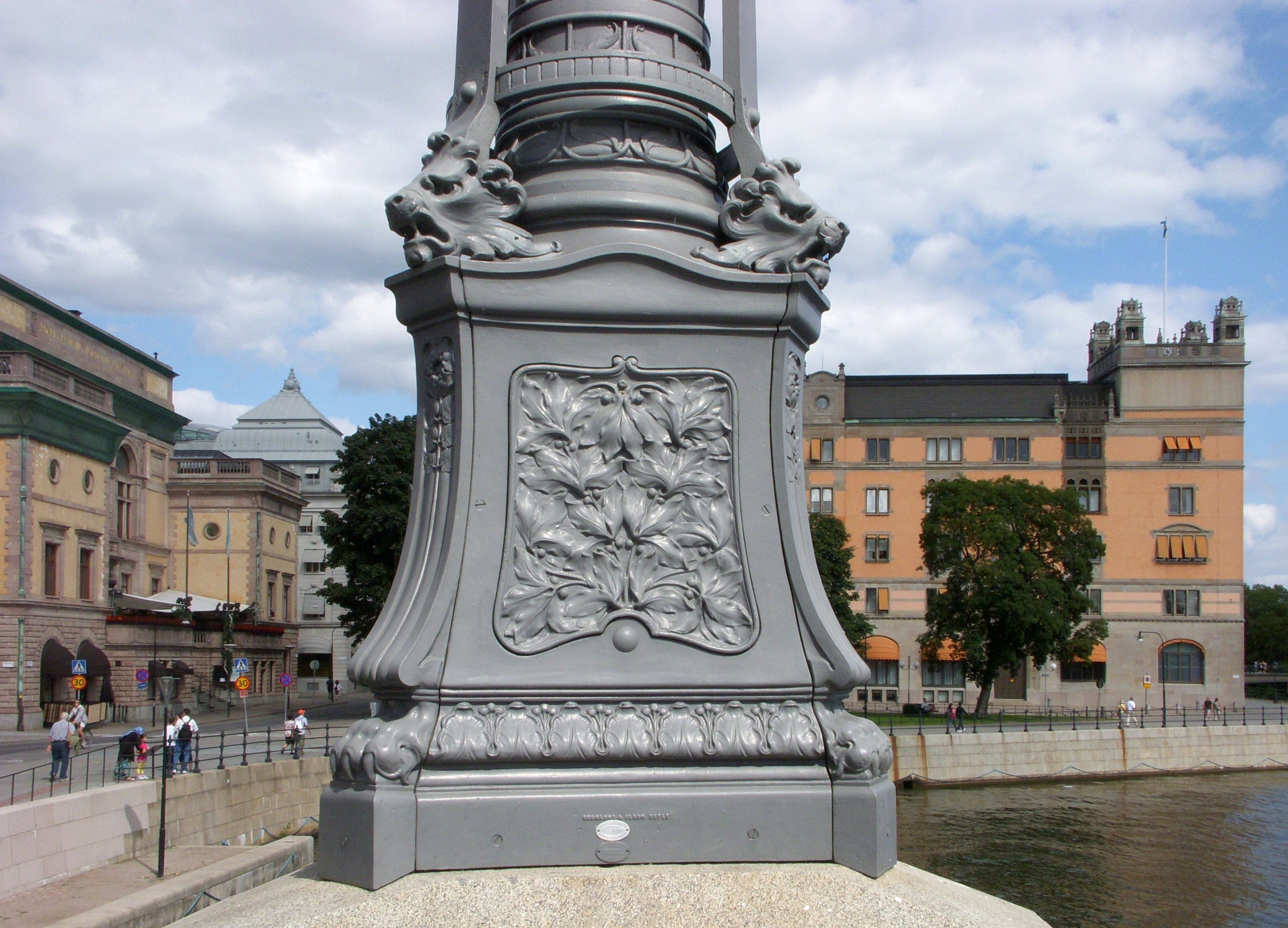
Lyktbärare på Vasabron i Stockholm, 1870-talet

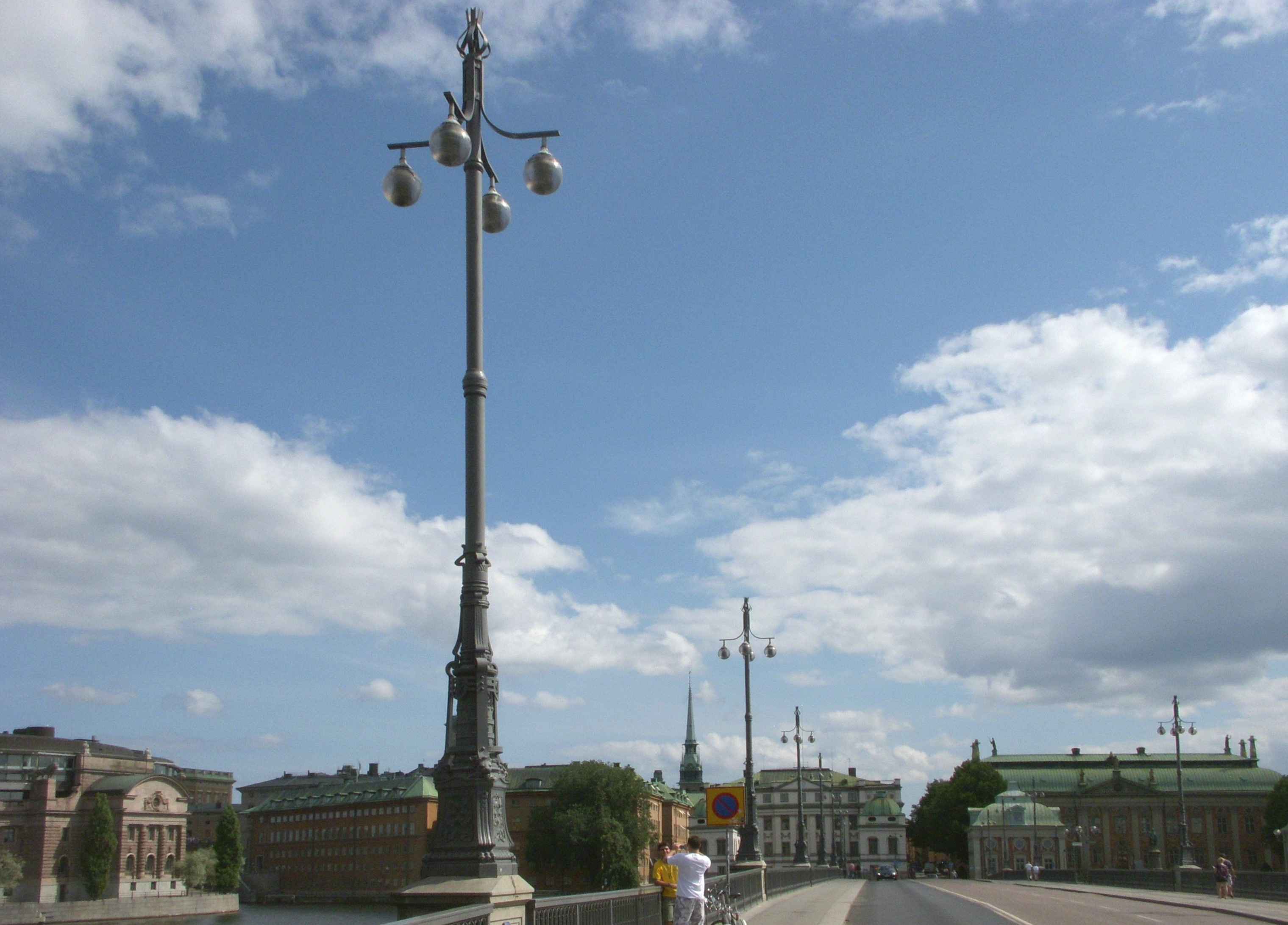
Vasabron i Stockholm

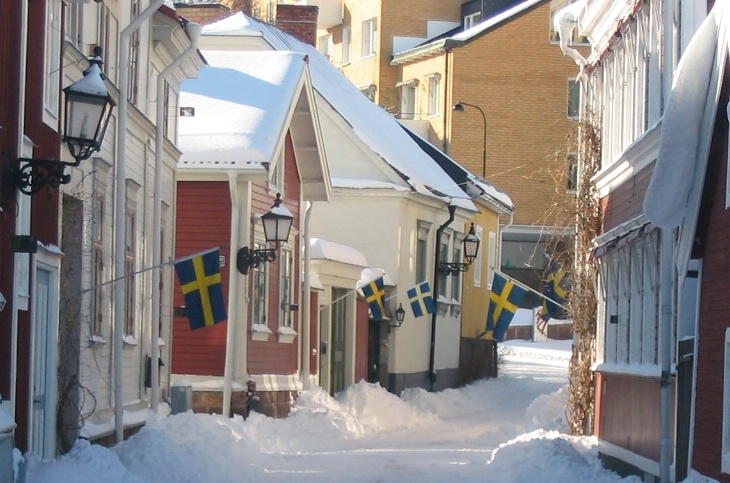
Gamla Gävle med vägglyktor av järn

Skoglund & Olson etablerades 1874 av Erik Gustaf Skoglund (född 1840) och Axel Olson (född 1843) som ett gjuteri i Gävle. Det övertogs 1902 av ingenjörerna Simeon Göranson och Emil Söderström. Firman blev aktiebolag 1914 och hade på 1930-talet cirka 260 anställda i produktionen och ett 30-tal på kontoret. 
Företaget hade gjuteri, mekanisk verkstad, plåtslageri och förnicklingsverk. Det tillverkade bland annat gjutjärnsspisar, våffeljärn, värmepannor, kakelugnsinsatser och pumpar. Skoglund & Olson tillverkade från omkring 1926 också leksaksbilar i gjutjärn. Dessa göts i två halvor och nitades ihop, försågs med gummihjul och målades. De tillverkades till någon gång på 1930-talet. I en fabrik som startades 1953 i Strömsbro tillverkades elektriska värmepatroner och värmerör under varumärket ABSO, som också exporterades. 
Skoglund & Olson såldes 1951 till AB Ekströms Maskinaffär, som övertogs av Husqvarnakoncernen 1966. Skoglund & Olsons sista smälta tappades 10 november 1967, gjuteriet såldes 1968 och verksamheten lades ner 1970. 